# (38696) 2000 QR58
2000 QR58 (asteroide 38696) é um asteroide da cintura principal. Possui uma excentricidade de 0.06910270 e uma inclinação de 6.94049º.
Este asteroide foi descoberto no dia 26 de agosto de 2000 por LINEAR em Socorro.